# Abell 400
Abell 400 és un cúmul de galàxies que conté a la galàxia NGC 1128 amb dos forats negres supermasius en espiral cap a una fusió.
Aquests dos forats negres supermasius estan continguts en NGC 1128, la galàxia, els dolls de microones de ràdio, el gas productor de rajos X i la font de ràdio resultant es coneixen com a 3C 75. La font de rajos X 2A 0252+060 (1H 0253+058, XRS 02522+060) pot ser una porció addicional o una més d'Abell 400.
S'estima que els forats negres estan separats per 25000 anys llum i, per tant, trigaran milions d'anys a col·lisionar. Si els dos forats negres supermasius es fusionen, formaran un sol forat negre súper supermasiu.